# 格魯茲利韋齊
50°23′51″N 28°5′3″E / 50.39750°N 28.08417°E
格魯茲利韋齊（烏克蘭語：Грузливець）是烏克蘭北部的村莊，隸屬日托米爾州的日托米爾區。該村始建於1761年，面積1.58平方公里，海拔高度222米，2024年人口153。